# Krotalarija
Krotalarija (lat. Crotalaria) rod jednogodišnjeg raslinja iz porodice mahunarki. Preko 700 vrsta u tropima i suptropima, poglavito Africi i Madagaskaru (oko 500.). Najveći rod cvjetnica u tropskoj Africi.

## Opis
Preko 700 vrsta roda Crotalaria postoji diljem svijeta, a većina ih je porijeklom iz Afrike, iako ih ima i iz Sjedinjenih Država. U njihovom prirodnom staništu mogu se naći na vlažnim travnjacima, poplavnim ravnicama i uz rubove rijeka, močvara i drugih vlažnih mjesta. Suha mjesta uključuju rubove cesta i otvorena polja.
Svi uobičajeni nazivi (u SAD-u; domaće američke vrste uključuju C. pumila i C. rotundifolia.) odnose se na zveckanje koje proizvode sjemenke unutar ploda nalik mahuni kada se tresu. Njegovo botaničko ime dolazi od starogrčke riječi crotalon, zveckanje, što se opet odnosi na zvuk koji proizvode osušene sjemenke.
Ovisno o položaju raste kao jednogodišnja ili višegodišnja zeljasta biljka. Ima naizmjenične, jednostavne ili razdijeljene listove i žute cvjetove na dugim terminalnim ili pazušnim grozdovima, od kojih je svaki peterodijelan i nalik je grašku. Plod je napuhana, subcilindrična mahuna s mnogo sjemenki.
Sjemenke ove biljke otrovne su za stoku. Samozasijavanje ove biljke može biti zakorovljeno i agresivno na okolnim mjestima.
Rod je opisan 1753

## Vrste
Vidi Popis vrsta roda Crotalaria